# Melanoplus chichimecus
Melanoplus chichimecus är en insektsart som beskrevs av Fontana och Buzzetti 2007. Melanoplus chichimecus ingår i släktet Melanoplus och familjen gräshoppor. Inga underarter finns listade i Catalogue of Life.